# Faubourg
Faubourg is Frans voor buitenwijk. De naam is afkomstig van fors le bourg, dat buiten de stad betekent. Het gaat om wijken die vroeger net buiten de stadsmuren, voor de stadspoorten lagen. Tegenwoordig zijn deze wijken meestal deel van de groeiende stadscentra geworden. In Parijs bevinden de oude faubourgs zich nu tussen het centrum en de banlieues.
Faubourg komt in Franstalige gebieden nog voor in de naam van oude buitenwijken:
- België
  - Faubourg (Châtelet), een wijk van de Belgische stad Châtelet
  - Faubourg de Bruxelles, een wijk van Gosselies in de Belgische stad Charleroi
  - Faubourg (Vilvoorde), een wijk van de Belgische stad Vilvoorde
- Parijs
  - Quartier du Faubourg-Montmartre
  - Quartier du Faubourg-du-Roule

Het Nederlandse Voorburg is etymologisch verwant aan het Franse Faubourg. De plaats van die naam wijst ook naar een buiten de stadsmuren liggende wijk. 
Bovendien zijn er in Parijs nog 8 straten waarin 'Faubourg' voorkomt: rue du Faubourg-Montmartre, rue du Faubourg-Poissonnière, rue du Faubourg-Saint-Antoine, rue du Faubourg-Saint-Denis, rue du Faubourg-Saint-Honoré, rue du Faubourg-Saint-Jacques, rue du Faubourg-Saint-Martin en rue du Faubourg-du-Temple. Deze straten liggen telkens in het verlengde van een gelijkaardig genaamde straat binnen de muren. De straatnaam verandert op de plaats waar destijds de stadsmuur stond, bijv. rue Saint-Denis wordt rue du Faubourg-Saint-Denis.